# Furs e ordinacions del regne de València
Els Furs e ordinacions del regne de València o, utilitzant el títol més extens, En aquest libre són contenguts los furs e ordinations fetes per los gloriosos reys de Aragó als segnícols del regne de València (1482), fou la primera compilació impresa dels furs valencians, publicada per l'impressor Lambert Palmart a la ciutat de València per iniciativa de Gabriel Lluís d'Arinyó, Justícia de tres-cents sous de la ciutat de València, utilitzant un manuscrit preparat pel jurista Gabriel de Riusech.

## La impressió
Gabriel de Riusech, eminent jurista, havia estat el propietari d'un manuscrit dels Furs que ell mateix havia corregit comparant-lo amb el manuscrit de 1329 signat pel protonotari reial Bononat de Pera, propietat del Consell municipal de València que avui encara es conserva a l'Arxiu Municipal. Amb aquest manuscrit el notari Gabriel Lluís d'Arinyó impulsa la publicació dels Furs i s'associa a l'impressor Lambert Palmart. El mateix colofó dels Furs e ordinacions del regne de València indica amb claredat aquesta participació tripartita. El que el colofó no indica és la participació del convers Daniel Vives, adaptador i corrector, en les tasques de revisió ortogràfica del text i en la compaginació de les proves d'impremta.
| «        | A honor, laor e glòria de nostre senyor Déu e humil servir de la sua sanctíssima e infinida majestat e a util de la cosa pública del insigne regne de València e dels singulars de aquell, los furs o leys, que mijançant la divina gràcia, per los gloriosos reys de Aragó e de València, et cetera, de inmortal memòria, són stats ordenats e fets per al regiment e be de la cosa pública del dit regne de València, així circa les universitats com circa los singulars del dit regne e declinants a aquell. Copiats de bons originals, ço és, del original de micer Gabriel de Riucech e per ell mateix comprobat ab lo primitiu original bullat del archiu de la Sala de València, migançant letra de molt eleta empremta per lo humil Lambert Palmart alamany. E ultra los furs hi ha alguns notables e útils actes de Cort e provisions reyals. Són acabats de copiar Dijous Sant, quart dia de abril del any de la felicíssima nativitat de nostre senyor redemptor e salvador Jesucrist. Mil quatre-cents huitanta-dos. De que és stat inventor e acuratíssim sol·licitador lo honorable e discret en Gabriel Luys de Arinyó, notari e ciutadà, essent Justícia de la ciutat de València en lo civil fins en suma de tres-cents sous. Deo gracias. | » |
| — Colofó | |   |

## Característiques
Aquesta edició dels Furs forma un volum en foli major, amb text a dues columnes, sense foliació, reclams ni caplletres, tot i que alguns exemplars presenten aquests elements inclosos a mà. De tota manera, aquest volum, format per 35 quaderns, tots de 8 folis menys el segon que sols té 6 folis i l'últim que arriba als 10 folis, presenta signatura tipogràfica per a facilitar la compaginació.
Aquesta recopilació conté els furs de Jaume I, amb les rúbriques clàssiques i la divisió en nou llibres, i els furs concedits amb posterioritat, per ordre cronològic, fins a les Corts de 1443-1446.
Els furs estan escrits en català a excepció dels atorgats en el parlament de 1283, 72 capítols coneguts posteriorment com a Privilegium Magnum, alguns dels atorgats per Pere el Cerimoniós en les Corts de 1342 i altres disposicions incloses en les recopilacions generals que no són pròpiament furs (sentències, provisions, etc.), que ho estan en llatí.